# 찰리 크리스트
찰스 조지프 크리스트 주니어(영어: Charles Joseph Crist Jr., 1956년 7월 24일 ~ )는 미국의 정치인으로, 2017년부터 2022년 연방 하원 의원을 맡았다. 하원의원을 하기 전에는 2007년부터 2011년까지 플로리다주지사를 지냈다.

## 생애
2006년 주지사 선거에 출마해 민주당의 짐 데이비스를 꺾고 당선되었다. 2008년 대선에서는 공화당의 부통령 후보로 고려되기도 하였다.
2014년 주지사 선거에 민주당 소속으로 다시 출마하였다. 민주당은 1998년 이후 공화당에 계속 지사직을 내줬기 때문에, 공화당 출신임에도 본선 경쟁력이 높은 그가 민주당 후보직을 얻을 수 있었다. 선거 과정 속에서는 교육예산 복원과 부동산세 경감, 최저임금 인상을 공약으로 내걸었다. 그러나 현직 주지사였던 공화당의 릭 스콧에게 47%대 48%로 졌다.

## 성향
공화당 소속 시절에 크리스트는 당과 맞지 않은 입장을 내보였다.
현재 민주당 내 보수성향 의원모임인 푸른개, 그리고 중도성향 의원모임인 신민주연합 소속이다.

## 역대 선거 결과
| 선거명        | 직책명                         | 대수  | 정당   | 득표율 | 득표수      | 결과 | 당락                          |
| ------------- | ------------------------------ | ----- | ------ | ------ | ----------- | ---- | ----------------------------- |
| 1992년 선거   | 상원의원 (플로리다 제20부)     | 75대  | 공화당 | 58.26% | 84,063표    | 1위  | 플로리다 주의원 당선          |
| 1994년 선거   | 상원의원 (플로리다 제20부)     | 76대  | 공화당 | 63.30% | 71,022표    | 1위  | 플로리다 주의원 당선          |
| 1998년 선거   | 상원의원 (플로리다 제3부)      | 106대 | 공화당 | 37.53% | 1,463,755표 | 2위  | 낙선                          |
| 2000년 재선거 | 교육위원회 (플로리다 선거구)   | 21대  | 공화당 | 53.72% | 2,979,297표 | 1위  | 플로리다 교육위원회 위원 당선 |
| 2002년 선거   | 플로리다 법무장관              | 35대  | 공화당 | 53.42% | 2,636,616표 | 1위  | 플로리다주 법무장관 당선      |
| 2006년 선거   | 플로리다 주지사                | 44대  | 공화당 | 52.18% | 2,519,845표 | 1위  | 플로리다 주지사 당선          |
| 2010년 선거   | 상원의원 (플로리다 제3부)      | 112대 | 무소속 | 29.71% | 1,607,549표 | 2위  | 낙선                          |
| 2014년 선거   | 플로리다 주지사                | 45대  | 민주당 | 47.07% | 2,801,198표 | 2위  | 낙선                          |
| 2016년 선거   | 하원의원 (플로리다 제13선거구) | 115대 | 민주당 | 51.90% | 184,693표   | 1위  | 플로리다주 하원의원 당선      |
| 2018년 선거   | 하원의원 (플로리다 제13선거구) | 116대 | 민주당 | 57.65% | 182,717표   | 1위  | 플로리다주 하원의원 당선      |
| 2020년 선거   | 하원의원 (플로리다 제13선거구) | 117대 | 민주당 | 53.04% | 215,405표   | 1위  | 플로리다주 하원의원 당선      |
| 2022년 선거   | 플로리다 주지사                | 46대  | 민주당 | 39.97% | 3,106,313표 | 2위  | 낙선                          |

## 참고 자료
- (영어) 공식 웹사이트 보관됨 2019-04-04 - 웨이백 머신
- (영어) 찰리 크리스트 - 트위터
- (영어) 찰리 크리스트 - 페이스북